# Martial Payot
Martial Alphonse Alexandre Payot (ur. 18 lutego 1900 w Chamonix, zm. 13 października 1949 tamże) – francuski narciarz klasyczny, występujący w zawodach biegów narciarskich, kombinacji norweskiej i skoków narciarskich, uczestnik Zimowych Igrzysk Olimpijskich 1924 i 1928.
Uczestniczył w dwóch zimowych igrzyskach olimpijskich. W 1924 podczas igrzysk w Chamonix zajął 25. miejsce w konkursie skoków. Wystartował także w zawodach kombinacji norweskiej i biegów narciarskich, ale nie został w nich sklasyfikowany. Cztery lata później na igrzyskach olimpijskich w Sankt Moritz był 26. w skokach, 23. w kombinacji norweskiej oraz 36. w biegu na 18 kilometrów.